# Salsa de sucar

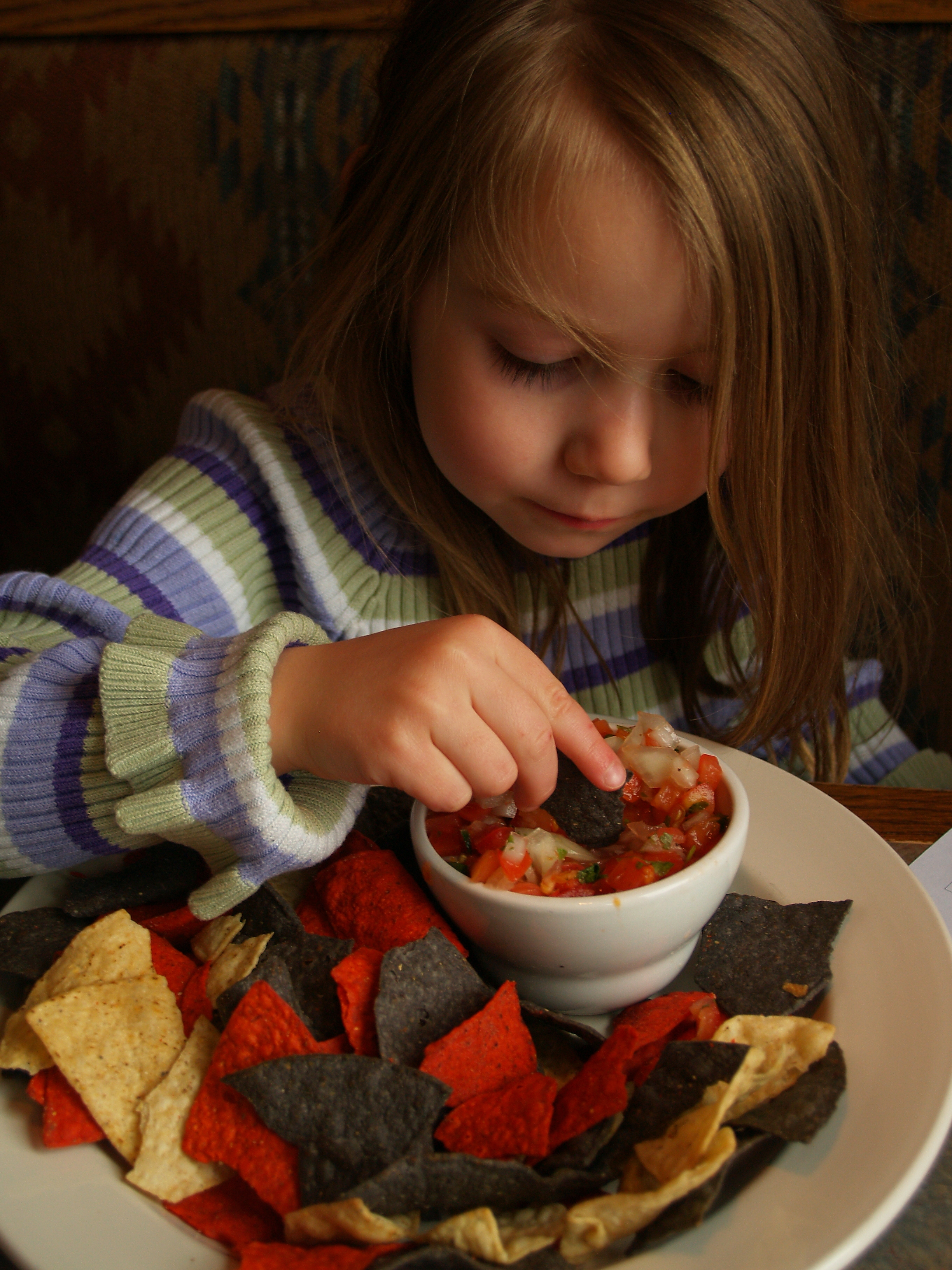
Una nena mullant en una salsa "Pico de Gall".

Una salsa per sucar (en anglès dipping sauce) és un condiment molt comú que consisteix en un tipus de salsa feta amb diversos ingredients que s'empra per sucar-hi un altre ingredient, generalment més sòlid. Algunes salses mundialment conegudes són d'origen català, com la maionesa. A diferència d'altres salses, en comptes de barrejar la salsa amb el menjar obtenint una mescla més o menys homogènia, normalment, el menjar, que no és miscible amb la salsa en ser més sòlid que aquesta, es suca, o s'afegeix a la salsa. Les salses de sucar s'empren normalment per condimentar una gran varietat d'aliments.
Les salses de sucar solen afegir sabor o textura a certs aliments, com ara pans de pita, dumplings, crackers, verdures crues, certes fruites, mariscs, peces de carn i formatge, patates fregides o el faláfel, tortilla xips, etc.., sense oblidar una combinació molt famosa i coneguda com és el mullar nachos en salsa de formatge, costum molt arrelat en la cuina mexicana i tex-mex.

## Algunes salses de sucar
- Allioli, salsa espessa i de color groguenc que es fa picant i emulsionant alls amb oli d'oliva, sal i eventualment suc de llimona.[1][2]
- Maionesa, salsa freda feta de rovell d'ou cru, oli, sal i unes gotes de suc de llimona o vinagre, originària de Maó,[3]
- Adjika, una salsa picant, amb un gust subtil de la cuina de raça caucàsica, amb una base de pebrot vermell calent, all, herbes i espècies.
- Ajvar, feta de pebrots vermells amb all, que es troba a la cuina sèrbia
- Salsa de carxofa, que utilitza la carxofa com a ingredient principal. Algunes versions es serveixen com un trinxat gruixut, mentre que d'altres es fan en forma de puré i tenen una textura suau.
- Baba ghanoush,-salsa d'albergínia, molt popular a la Mediterrània oriental i parts d'Àsia del Sud.
- Bagna cauda, plat regional italià del Piemont; que es compon d'all, anxoves, oli i productes lactis, i se serveix per sucar amb una varietat de verdures.
- Salsa barbacoa, una salsa comú, a base de tomàquet, vinagre i mostassa, sovint utilitzada per a carns rostides i patates fregides als Estats Units.
- Salsa de fesols, salsa feta amb fesols refregits i triturats